# NGC 5945
NGC 5945 (другие обозначения — UGC 9871, MCG 7-32-17, ZWG 222.17, NPM1G +43.0303, IRAS15280+4305, PGC 55243) — галактика в созвездии Волопас.
Этот объект входит в число перечисленных в оригинальной редакции «Нового общего каталога».